# Philip Stanhope, 3:e earl av Chesterfield
Philip Stanhope, 3:e earl av Chesterfield, född 3 februari 1672, död 15 februari 1725, son till Philip Stanhope, 2:e earl av Chesterfield och hans tredje maka lady Elizabeth Dormer. Earl av Chesterfield 1714–1725.
Han gifte sig 1692 med lady Elizabeth Saville (1675–1708), dotter till George Saville, 1:e markis av Halifax. 
Barn:
- Philip Dormer Stanhope, 4:e earl av Chesterfield (1694–1773)
- Lady Gertrude Stanhope (1696–1775), gift med överste sir Charles Hotham, 5:e baronet
- Lady Elizabeth Stanhope (1698–1727), gift med Samuel Hill
- Hon Sir William Stanhope (1702–1772), MP,gift med 1) Suzanna Rudge, 2) Elizabeth Crawley
- Hon Sir John Stanhope (1705–1748) MP